# 斯瓦特峰
67°16′S 58°28′E / 67.267°S 58.467°E
斯瓦特峰（英語：Svart Peak）是南極洲的山峰，位於肯普地，處於洛角西南部，海拔高度210米，挪威製圖師根據該國探險隊繪入地圖和命名，現時由南極條約體系管理。